# 中村豊 (アニメーター)
中村 豊（なかむら ゆたか、1967年12月22日 - ）は、日本のアニメーター、アニメ演出家。福岡県出身。アドコスモ、アートオフィス写楽を経てアニメToroToroに所属し、BONESを拠点に活動している。

## 経歴
高校時代に友人の悪戯で届いた50通ほどの入学案内の中に代々木アニメーション学院のものがあり、それをきっかけに作画やアニメーションに興味を持つようになって入学する。卒業後は東映アニメーションやサンライズの作品を請け負っていたアドコスモに入社する。
『魁!!男塾』で初動画、『かりあげクン』で初原画を経験する。その後、『宇宙の騎士テッカマンブレード』『宇宙の騎士テッカマンブレードII』でメカ作監を務める。
1991年、『太陽の勇者ファイバード』に参加後、半年ほどしてアドコスモを退社。
1994年、アニメToroToroに入る。
サンライズ制作の『天空のエスカフローネ』『カウボーイビバップ』に参加。『ビバップ』での人物アクションで脚光を浴びる。
南雅彦らがサンライズから独立してBONESを設立した後は、『劇場版 エスカフローネ』『カウボーイビバップ 天国の扉』などで同社制作の作品に参加した。

## 人物・作風
2000年前後から注目を集めるようになったアニメーターで、アクションシーンの原画を担当することが多い。
代表的な作品に『カウボーイビバップ』『天空のエスカフローネ』『ラーゼフォン』『OVERMANキングゲイナー』『WOLF'S RAIN』『鋼の錬金術師』『ストレンヂア 無皇刃譚』『モブサイコ100』『血界戦線』『僕のヒーローアカデミア』等がある。注目を浴びるきっかけとなった『カウボーイビバップ』ではリアルタッチかつトリッキーな人物アクションを披露し、劇場版『カウボーイビバップ 天国の扉』では、アクション絵コンテとアクション作画監督も担当した。
四角い破片を描くことで有名だが、「うつのみやさん等がやっていたものを見てマネした」とコメントしている。ブレ線やスローモーション等、緩急をつけた動きの表現が特徴。

## 主な参加作品

### テレビアニメ
- 魁!!男塾（1988年）動画
- ひみつのアッコちゃん 第2作（TV/1988-1989年）動画・原画
- かりあげクン（1989年）原画
- 勇者エクスカイザー（1990年）原画
- もーれつア太郎（1990年）原画
- 太陽の勇者ファイバード（1991年）原画（2話 6話 10話 15話）
- きんぎょ注意報!（1991年）原画（2話 6話 7話）
- ゲッターロボ號（1991年）原画
- 宇宙の騎士テッカマンブレード（1992年）原画（13話 23話 39話 メカ作監、4話 13話 23話 39話 49話）
- クッキングパパ（1992年）原画
- ロビンフッドの大冒険（1990-1992年）原画
- 機動武闘伝Gガンダム（1994年）原画（1話 49話）
- 鬼神童子ZENKI（1995年）原画
- NINKU -忍空-（1995-1996年）原画（12話 19話 21話）
- 新世紀エヴァンゲリオン（1996年）原画（9話 24話）
- 新機動戦記ガンダムW（1995-1996年）（OP2原画）
- 天空のエスカフローネ（1996年）原画（OP、2話 7話 9話 10話 14話 20話 24話 26話）
- シンデレラ物語（1996）原画
- 超者ライディーン（1996年）原画（18話 38話）
- 少女革命ウテナ（1997年）原画（1話）
- VIRUS ‐VIRUS BUSTER SERGE‐（1997年）原画
- 烈火の炎（1997-1998年）原画
- ジェネレイターガウル（1998年）原画（12話）・メカ作監補（9話）
- SHADOW SKILL -影技-（1998年）原画
- カウボーイビバップ（1998年）原画（1話 5話 9話 12話 15話 18話 19話 20話 22話 24話 25話 26話）
- ポポロクロイス物語（1998年）原画
- 南海奇皇（1998-1999年）原画
- メダロット（1999年）原画（49話 52話）
- 機巧奇傳ヒヲウ戦記（2000年）原画
- 機動天使エンジェリックレイヤー（2001年）原画（26話）
- ラーゼフォン（2002年）原画（OP、5話 7話 12話 17話 18話 20話 24話 25話 26話）
- OVERMANキングゲイナー（2002年）原画（14話）
- 攻殻機動隊 STAND ALONE COMPLEX（2002年）原画（14話 19話）
- WOLF'S RAIN（2003年）原画（3話 4話 8話 11話 20話）・作画監督補佐（24話）・作画監督協力（25話 26話）
- スクラップド・プリンセス（2003年）原画（21話）
- 鋼の錬金術師（2003年）原画（第3期OP）、絵コンテ・演出・作画監督補佐（第4期OP）、原画（25話 31話 34話 50話 51話）
- KURAU Phantom Memory（2004年）原画（15話 22話）
- 交響詩篇エウレカセブン（2005年）原画（）
- ガイキング LEGEND OF DAIKU-MARYU（2005年）13話 原画（27話 28話 33話 42話）
- 桜蘭高校ホスト部（2006年）原画（1話）
- 天保異聞 妖奇士（2006-2007年）原画
- ソウルイーター（2008年）原画（第2期OP、1話 8話 11話 15話 23話 30話 39話 45話 46話 50話）
- 鋼の錬金術師 FULLMETAL ALCHEMIST（2009年）原画（第2期OP）
- DARKER THAN BLACK 流星の双子（2009年）原画（12話）
- STAR DRIVER 輝きのタクト（2010年）原画（第1期OP、1話）
- UN-GO（2011年）作画監督協力（11話）・原画（11話）
- エウレカセブンAO（2012年）原画
- スペース☆ダンディ シーズン1（2014年）原画
- スペース☆ダンディ シーズン2（2014年）ゲストキャラクターデザイン（共同）・原画
- キャプテン・アース（2014年）原画
- 血界戦線（2015年）原画
- コンクリート・レボルティオ〜超人幻想〜（2015年）原画
- ワンパンマン（2015年）原画（高橋矢太郎名義）
- コンクリート・レボルティオ〜超人幻想〜THE LAST SONG（2016年）原画
- モブサイコ100（2016年）原画
- 血界戦線 & BEYOND（2017年）原画
- 僕のヒーローアカデミア 第2期（2017年）原画
- 僕のヒーローアカデミア 第3期（2018年）原画
- 僕のヒーローアカデミア 第4期（2019-2020年）原画
- 僕のヒーローアカデミア 第5期（2021年）原画
- 僕のヒーローアカデミア 第6期  (2022-2023)　原画　op絵コンテ(共同)
- モブサイコ100 III（2022年）原画
- お兄ちゃんはおしまい！（2023年）第4話エンドカードイラスト[3]
- Buddy Daddies　(2023年)　原画

### 劇場アニメ
- ドラゴンボールZ とびっきりの最強対最強（1991年）原画
- アップフェルラント物語（1992年）原画
- はじまりの冒険者たち レジェンド・オブ・クリスタニア（1995年）原画
- ONE PIECE 倒せ!海賊ギャンザック（1998年[注 1]）原画
- 機動戦艦ナデシコ -The prince of darkness-（1998年）原画
- 機動戦士ガンダム 第08MS小隊 ミラーズ・リポート（1999年）原画
- 劇場版 エスカフローネ（2000年）原画
- BLOOD THE LAST VAMPIRE（2000年）原画
- COWBOY BEBOP 天国の扉 Knockin' on heaven's door（2001年）アクション絵コンテ・アクション作画監督
- 犬夜叉 鏡の中の夢幻城（2002年）原画
- ラーゼフォン 多元変奏曲（2003年）原画
- 劇場版 鋼の錬金術師 シャンバラを征く者（2005年）絵コンテ・演出・原画
- ストレンヂア 無皇刃譚（2007年）原画
- トワノクオン（2011年）絵コンテ・アクション監修・原画
- スタードライバー THE MOVIE（2013年）原画
- 僕のヒーローアカデミア THE MOVIE 〜2人の英雄〜（2018年）原画
- 僕のヒーローアカデミア THE MOVIE ヒーローズ:ライジング（2019年）原画
- 僕のヒーローアカデミア THE MOVIE ワールド ヒーローズ ミッション（2021年）原画
- EUREKA/交響詩篇エウレカセブン ハイエボリューション（2021年）キャラクター作画監督（共同）
- 僕のヒーローアカデミア THE MOVIE ユアネクスト (2024年)作画監督・ 原画

### OVA
- 機動戦士ガンダム0080 ポケットの中の戦争（1989年）動画
- インフェリウス惑星戦史外伝 CONDITION GREEN（1991-1993年）原画
- ダークキャット（1991年）原画
- 天空戦記シュラト 創世への暗闘（1991-1992年）原画
- 宇宙の騎士テッカマンブレードII（1994年）原画（6話）・メカニック作画監督（全話）
- 装甲騎兵ボトムズ 赫奕たる異端（1994-1995年）原画
- 爆炎CAMPUSガードレス（1994年）原画
- 機動戦士ガンダム 第08MS小隊（1996年）原画（7話）
- 鬼神童子ZENKI外伝 黯鬼奇譚（1997年）原画
- 魔法騎士レイアース （1997年）原画
- Jaja馬!カルテット（1997年）原画（1話 2話）
- テッカマンブレードLD-BOX映像特典「TWIN BLOOD」（1998年）メカニックアレンジ・原画・メカニック作画監督
- .hack//Liminality（2002-2003年）原画
- 無皇刃譚 パイロット版（2003年）原画
- 鋼の錬金術師 PREMIUM COLLECTION『宴会篇』（2006年）原画
- Halo Legends Episode6「Prototype」（2010年）原画
- DARKER THAN BLACK 黒の契約者 外伝（2010年）原画（1話 4話）

### ゲーム
- ゼノギアス（1998年）原画
- レイディアントシルバーガン（1998年）イラストレーション

### ミュージックビデオ
- ロッテ創業70周年記念スペシャルアニメーション「ベイビーアイラブユーだぜ」（BUMP OF CHICKEN、2018年）原画
- 『LINEノベル』アニメーションPV『ラノベ編』（2019年）原画（高橋豊名義）
- Pokémon Special Music Video 「GOTCHA!」（ポケモン＆BUMP OF CHICKEN、2020年）原画

## 出版物

### 画集・絵コンテ集
- 中村豊 アニメーション原画集 vol.1（スタイル、2019年9月21日発売）ISBN 978-4-90-294828-8
- 中村豊 アニメーション原画集 vol.2（スタイル、2022年1月14日発売）ISBN 978-4-90-294840-0
- 中村豊 アニメーション原画集 vol.3（スタイル、2022年8月29日発売）ISBN 978-4-90-294847-9